# Kuzma (Słowenia)
Kuzma – wieś w Słowenii, siedziba gminy Kuzma. Według danych szacunkowych Urzędu Statystycznego Słowenii, 1 stycznia 2018 roku miejscowość liczyła 425 mieszkańców.